# Défilé costoclaviculaire
Le défilé costoclaviculaire est un espace du thorax situé sous la clavicule.

## Description
Le défilé costoclaviculaire est situé au sommet de la pyramide de la fosse axillaire.
Il est formé en haut par la face inférieure de la clavicule et en bas par la face supérieure de la première côte.
En avant se trouve le muscle subclavier et en arrière le muscle scalène antérieur. Plus en arrière se trouve le fascia endothoracique et le dôme pleural.
Il relie le défilé interscalénique situé en haut et en arrière au défilé coracopectoral dans la fosse axillaire.

## Contenu
Le défilé costoclaviculaire donne passage au plexus brachial, à l'artère subclavière et à la veine sous-clavière située en bas et en avant du muscle scalène antérieur.

## Aspect clinique
La compression du paquet vasculonerveux à cet endroit donne le syndrome du défilé thoracobrachial, appelé aussi, syndrome du défilé costoclaviculaire.